# Smiljevac (Serbia)
Smiljevac (cyr. Смиљевац) – wieś w Serbii, w okręgu morawickim, w gminie Ivanjica. W 2011 roku liczyła 116 mieszkańców.